# Andrij Taran
Andrij Vasyl'ovyč Taran (in ucraino Андрій Васильович Таран?; Francoforte sull'Oder, 4 marzo 1955) è un generale e politico ucraino, sedicesimo ministro della difesa dell'Ucraina fino a novembre 2021 e tenente generale in pensione delle forze armate ucraine..